# Episodi di A-Tee khong pom
La serie televisiva A-Tee khong pom, composta da 12 episodi, è andata in onda su One31 dal 23 giugno 2018, per poi concludersi il 15 settembre.
| n° | Titolo      | Prima TV          |
| -- | ----------- | ----------------- |
| 1  | Episodio 1  | 23 giugno 2018    |
| 2  | Episodio 2  | 30 giugno 2018    |
| 3  | Episodio 3  | 7 luglio 2018     |
| 4  | Episodio 4  | 14 luglio 2018    |
| 5  | Episodio 5  | 21 luglio 2018    |
| 6  | Episodio 6  | 4 agosto 2018     |
| 7  | Episodio 7  | 11 agosto 2018    |
| 8  | Episodio 8  | 18 agosto 2018    |
| 9  | Episodio 9  | 25 agosto 2018    |
| 10 | Episodio 10 | 1º settembre 2018 |
| 11 | Episodio 11 | 8 settembre 2018  |
| 12 | Episodio 12 | 15 settembre 2018 |

## Episodio 1
- Diretto da: Rachyd Kusolkulsiri

### Trama
Mork è un liceale figlio di un barbiere, il "tenente" - come viene chiamato amichevolmente - Moo, il cui negozio è uno dei più rinomati. Il ragazzo, per guadagnare qualche soldo, vende DVD porno da lui masterizzati, soprattutto ai clienti del padre. Un giorno si presenta al locale, quasi ad orario di chiusura, un altro ragazzo, Tee, per un veloce taglio di capelli, ma Moo si accorge di aver vinto alla lotteria e subito se ne scappa, salvo poi scoprire di non aver vinto affatto. Tee chiede quindi a Mork di tagliargli i capelli; riluttante egli accetta, ma essendo inesperto finisce per rovinargli l'acconciatura. Il giorno successivo, Tee a scuola viene deriso dagli amici di Mork per i capelli, e quando finisce in rissa Mork si sente obbligato a prendersi la colpa dell'accaduto. Nel pomeriggio, quando Mork vede Tee in un bar con Bambie, la fidanzata, decide, per vendetta, di fargli uno scherzo: fa finta che lui sia uno dei suoi clienti e gli consegna diversi DVD porno gay; la ragazza immediatamente lo scarica. In serata, Tee si ripresenta dal barbiere per aggiustare i capelli, e nonostante cerchi di non far farsi vedere, Mork sarà costretto dal padre a lavare i capelli al ragazzo dopo il taglio; i due, dopo un iniziale gelo, sembrano essere molto intimi, ed è in quel momento che si scopre che tre anni prima già si conoscevano: Tee chiede infatti a Mork come mai, dopo tutto quel tempo, devono fare finta di essere degli estranei.
- Citazione: Quando Tee va per la prima volta a tagliare i capelli, Moo gli chiede se vuole un taglio alla Krist o alla Singto; sono i soprannomi dei due attori protagonisti delle serie SOTUS: The Series - Phi wak tua rai kap nai pi nueng e SOTUS S: The Series.

## Episodio 2
- Diretto da: Rachyd Kusolkulsiri

### Trama
Morn pubblica un video di Tee e Mork che discutono e subito diventa virale tra i compagni di scuola. Tee approfitta della situazione per fingere una relazione con Mork allo scopo di riconquistare Bambie, anche se non sembra essere davvero il suo scopo.
Morn nel frattempo cerca di far guadagnare più follower possibili al negozio del padre su Instagram, facendosi aiutare dall'inseparabile Gord.

## Episodio 3
- Diretto da: Rachyd Kusolkulsiri

### Trama
Tee rivela di non essere davvero innamorato di Bambie a Mork; quest'ultimo prova quindi a capire se il ragazzo, per il quale comincia a provare dei sentimenti, possa essere gay.
Gord, di nascosto, decide di comprare dei follower per il barber shop del padre di Morn, che nel frattempo riflette se andare a fare dei provini per fare il modello.

## Episodio 4
- Diretto da: Rachyd Kusolkulsiri

### Trama
Mork continua a passare sempre più tempo con Tee; i due sono ormai chiaramente innamorati anche se non lo ammettono. Per la prima volta viene mostrato un flashback di tre anni prima, dove Mork, come nel presente, cerca di testare i suoi sentimenti, e quelli di Tee, in maniera diretta.
Morn scopre che il provino era l'inganno di un probabile stupratore, venendo protetto e rassicurato da Gord.

## Episodio 5

Mork e Tee si stuzzicano nella notte di Bangkok, poco prima di dichiararsi fidanzati

- Diretto da: Rachyd Kusolkulsiri

### Trama
Mork e Tee si professano di piacersi a vicenda, e da quel momento il primo le prova tutte pur di stare insieme all'amato. Nella notte i due escono per una passeggiata e, tra un momento dolce e l'altro, Tee chiede a Mork, che accetta, di essere il suo fidanzato; la mattina successiva, però, Mork litiga e scappa da Tee quando capisce che questi deve passare la giornata con Bambie.
Gord nel frattempo cerca, girandoci attorno, di far intuire a Morn che lui gli piace.

## Episodio 6
- Diretto da: Rachyd Kusolkulsiri

### Trama
Chiarito il malinteso, Tee e Mork passano un'intera giornata in viaggio, fermandosi prima in un parco giochi con la neve e successivamente in una spiaggia. Un breve litigio porta Mork ad allontanarsi da Tee, che, disperato, chiede aiuto telefonicamente a Morn per cercarlo. Una volta riconciliatisi, i due torneranno la mattina successiva a casa. Mork scopre, in quel momento, di essere finito tra le persone scomparse al telegiornale, che ha anche mostrato un filmato dalle riprese di sicurezza del parco giochi in cui i due ragazzi si sono baciati.

## Episodio 7
- Diretto da: Rachyd Kusolkulsiri

### Trama
Nonostante il padre voglia che Mork non vada a scuola dopo quello che è successo, il ragazzo decide di non ascoltarlo. Quella stessa mattina, durante una parata, Tee sviene e, benché volesse restare nell'ombra, Mork corre subito in soccorso del ragazzo, per poi poco dopo svenire lui stesso.
Una volta ripresosi, Mork va a mangiare con Ton e Au; quest'ultimo ammette di conoscere da tempo Tee e continua a esprimere il suo disappunto sul rapporto che ha con l'amico. Una volta a casa, Mork parlerà apertamente col padre, dicendogli di amare veramente Tee e che sarà per sempre così; benché cerchi di dissuaderlo per le difficoltà future che i due potrebbero incontrare, Moo gli assicura che sarà sempre dalla sua parte. Poco più tardi, Mork si ritroverà a quattrocchi con la madre di Tee; estremamente legata alle tradizioni cinesi, dimostrerà di essere profondamente omofoba chiedendo al ragazzo di smettere di frequentare il figlio. Anche stavolta il ragazzo rifiuta animatamente anche il solo pensiero, ma la madre di Tee è estremamente testarda.